# Jon Allen
Jon Allen (Winchester, 12 mei 1977) is een Britse folkrockmuzikant uit Winchester. Zijn debuutalbum Dead Man's Suit werd op 1 juni 2009 uitgegeven op Monologue Records. Allens bekendste nummers zijn In Your Light en Going Home. De laatste werd wereldwijd gebruikt in een advertentie voor de Land Rover Freelander 2.

## Discografie

### Studioalbums
- "Dead Man's Suit" (2009)
- "Sweet Defeat" (2011)
- "Deep River" (2014)
- "Blue Flame" (2018)
- "...meanwhile" (2021)

### Singles
- "Going Home" (2008)
- "In Your Light" (2009)
- "Young Man Blues/ Dead Man’s Suit" (2009)
- "Down by the River" (2009)
- "Sweet Defeat" (2011)
- "Joanna" (2011)
- "No One Gets Out of Here Alive" (2012)
- "Night & Day" (2014)
- "Can't Hold Back the Sun" (2020)

### NPO Radio 2 Top 2000
| Nummer met noteringen in de NPO Radio 2 Top 2000 | '11  | '12  |
| ------------------------------------------------ | ---- | ---- |
| In Your Light                                    | 1228 | 1784 |

1. ↑  Een vetgedrukt getal geeft de hoogste notering aan.
2. ↑  2011 was het eerste jaar met een notering voor dit nummer.
3. ↑  Deze tabel is bijgewerkt tot en met de laatste editie (2024).